# Kalidou Koulibaly
Kalidou Koulibaly (Saint-Dié-des-Vosges, 20 giugno 1991) è un calciatore senegalese con cittadinanza francese, difensore dell'Al-Hilal e della nazionale senegalese, di cui è capitano e con la quale ha vinto la Coppa d'Africa nel 2022.
Dopo aver iniziato la sua carriera calcistica nel Metz, nel 2012 si è trasferito ai belgi del Genk, con cui, in due anni, ha vinto una Coppa del Belgio (2012-2013). Dal 2014 al 2022 ha militato nel Napoli; con la squadra partenopea ha conquistato una Supercoppa italiana (2014) e una Coppa Italia (2019-2020). Dopo una parentesi al Chelsea durata appena una stagione, dal 2023 gioca per l'Al-Hilal, con cui ha vinto due Supercoppe saudite (2023, 2024), un campionato saudita (2023-2024) e una Coppa del Re dei Campioni (2023-2024).
A livello individuale è stato inserito nella Squadra dell'anno AIC per 4 anni consecutivi (dal 2016 al 2019) ed è stato nominato miglior difensore della Serie A 2018-2019. È stato poi premiato come calciatore senegalese dell'anno nel 2017 e nel 2018, ed è stato incluso nella Squadra dell'anno CAF nel 2016 (come sostituto), nel 2018 e nel 2019. Infine, è stato inserito nella Squadra maschile CAF del decennio 2011-2020 dall'IFFHS e nella lista dei 30 candidati al Pallone d'oro nel 2019.
Con il Senegal ha disputato due edizioni del campionato del mondo (Russia 2018 e Qatar 2022) e tre edizioni della Coppa d'Africa (Gabon 2017, Egitto 2019 e Camerun 2021).

## Biografia
Durante la sua carriera si è pubblicamente espresso più volte contro il razzismo e altre forme di discriminazione nel mondo dello sport italiano, chiedendo alla federazione calcistica di assumere provvedimenti per agevolarne il contrasto. Ha accusato gli organismi di vertice di non applicare misure per contrastare gli atteggiamenti razzisti dei tifosi negli stadi, di cui è stato regolarmente vittima nel campionato italiano. Ha chiesto di impedire ai tifosi responsabili l'accesso alle partite e di applicare sanzioni economiche e punti di penalizzazione.
Il 28 maggio 2019 il consiglio comunale di Napoli ha annunciato che sarebbe divenuto cittadino onorario della città.
Costantemente impegnato in attività di assistenza per persone bisognose sia a Napoli che nel suo paese di origine, nel giugno del 2021 ha collaborato con diverse associazioni di sostegno ai bambini e coordinato lo sbarco di una nave trasportante materiale sanitario e di prima necessità mentre si trovava in vacanza in Senegal.

## Caratteristiche tecniche
Ispiratosi a Lilian Thuram, Koulibaly è un difensore dalle spiccate doti fisiche, abile nel gioco aereo, elegante nei movimenti e in grado di far ripartire l'azione. Può rivestire il ruolo di terzino destro di una difesa a quattro o, all'occorrenza, di centrocampista, sebbene esprima il meglio del suo potenziale come difensore centrale.
Il suo rendimento è migliorato considerevolmente agli ordini di Maurizio Sarri, che lo pose tra i punti fermi della rosa partenopea, contribuendo a una crescita che lo ha reso di fatto uno tra i difensori più forti della sua generazione. Per il quotidiano britannico Telegraph nel 2017 è considerato uno dei migliori difensori centrali al mondo.

## Carriera

### Club

#### Gli esordi

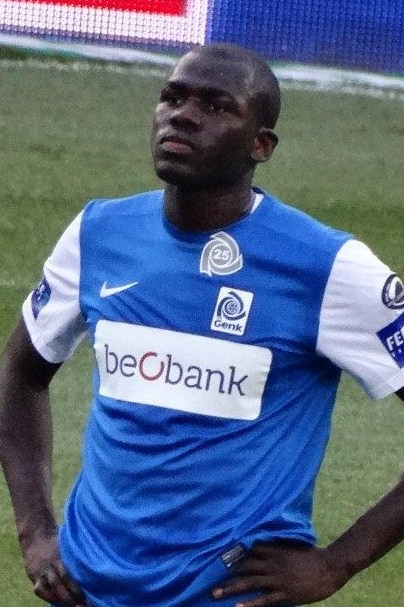
Koulibaly al Genk nel 2014

Comincia la carriera nel Saint-Dié, giocando nel Championnat de France amateur 2, quinta serie del calcio francese. Nel luglio del 2009 si trasferisce al Metz. Aggregato alle formazioni giovanili, vince un trofeo di categoria, la Coppa Gambardella. Passato in prima squadra nella stagione seguente, esordisce in Ligue 2 il 20 agosto 2010 entrando al 69' nella gara contro il Vannes. Il 15 aprile 2011 mette a segno la prima rete in campionato contro il Clermont Foot.
Dopo una seconda stagione in Ligue 2, nel luglio 2012 viene acquistato dai belgi del Genk per 1,2 milioni di euro. Esordisce nella Pro League, massima serie del campionato belga, il 26 agosto 2012 nella partita contro lo Zulte Waregem. Il 23 dicembre dello stesso anno realizza la prima rete in massima serie nella sconfitta interna contro l'Anderlecht (2-4). Nella stessa stagione debutta nelle coppe europee, esordendo nell'andata dei play-off di Europa League contro il Lucerna, entrando ad inizio ripresa; nell'intera manifestazione totalizza nove presenze. Vince inoltre il primo trofeo in carriera, la Coppa del Belgio, disputando da titolare la vittoriosa finale contro il Cercle Bruges.
Nella seconda stagione con la squadra belga, grazie alle sue prestazioni, attira le attenzioni di club come Manchester Utd e Monaco.

#### Napoli

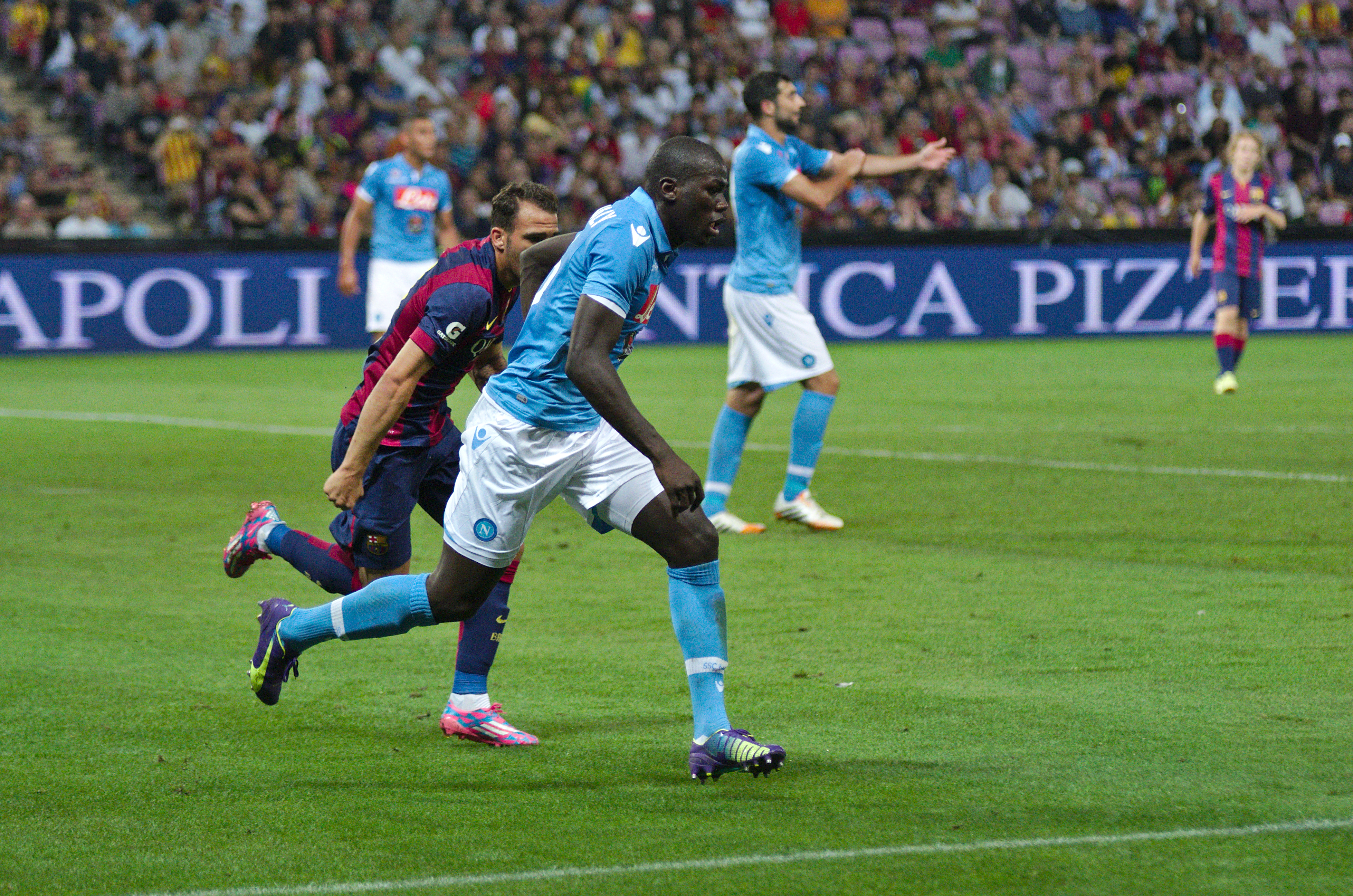
Koulibaly agli esordi nel Napoli, durante l'amichevole contro il dell'estate 2014

Il 19 maggio 2014 il difensore approda al Napoli, che lo acquista per circa 8 milioni di euro. Esordisce in competizioni ufficiali due mesi dopo, il 19 agosto, nella gara di andata del turno preliminare di UEFA Champions League, giocata a Napoli contro l'Athletic Bilbao e pareggiata 1-1. L'esordio in campionato arriva dodici giorni dopo, il 31 agosto, nella trasferta vinta contro il Genoa, mentre il 24 settembre successivo realizza il suo primo gol in assoluto con la maglia del Napoli, e il primo in Serie A, aprendo le marcature dell'incontro casalingo contro il Palermo (3-3). Il 22 dicembre i partenopei vincono la Supercoppa Italiana contro la Juventus ai calci di rigore; nell'occasione Koulibaly segna il penalty reso poi decisivo dall'errore di Simone Padoin, ultimo tiratore dei bianconeri. In azzurro va ad agire come centrale di difesa in coppia con Raúl Albiol, ma nella seconda parte della stagione, complici alcuni errori di troppo, viene relegato in panchina dal tecnico Rafa Benítez, che inizia a preferirgli Miguel Ángel Britos.
Una situazione che si ribalta nell'annata 2015-2016, quando alla guida dei partenopei arriva Maurizio Sarri. Grazie alla fiducia del nuovo allenatore, Koulibaly è artefice di una costante crescita sul piano tecnico e soprattutto mentale, diventando uno degli elementi inamovibili dell'undici titolare del Napoli; viene inoltre inserito nella squadra dell'anno eletta dall'AIC.

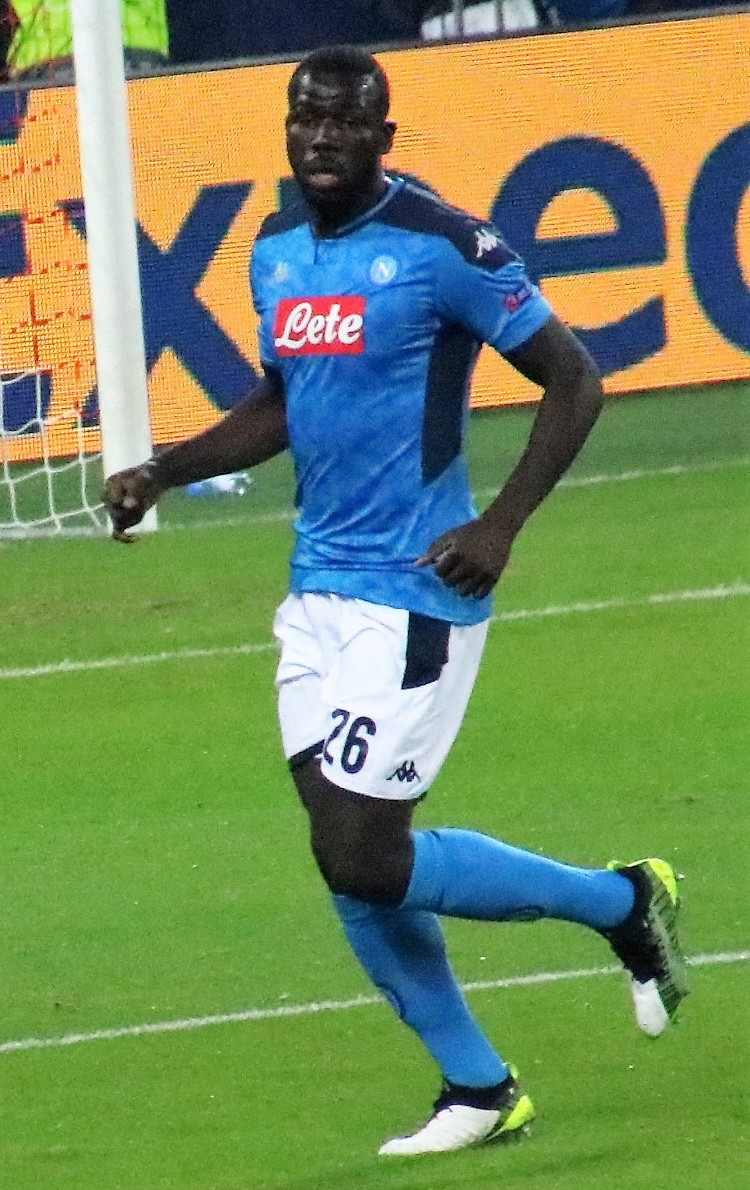
Koulibaly in maglia napoletana durante la fase a gironi della UEFA Champions League 2019-2020

Negli anni successivi, sempre sotto la guida di Sarri, il difensore senegalese si conferma ad alti livelli. In particolare, nel campionato 2017-2018, che vede i partenopei arrivare secondi a quota 91 punti, Koulibaly segna 5 reti in 35 partite, tra cui quella decisiva nella vittoria per 1-0 in casa della Juventus, con un colpo di testa da calcio d'angolo negli ultimi minuti del match.
Nonostante alcune offerte molto alte provenienti da altri club, rimane a Napoli anche per la stagione 2018-2019, sotto la guida del nuovo tecnico Carlo Ancelotti. Il 26 dicembre 2018, in occasione della sconfitta esterna per 1-0 contro l'Inter, viene espulso per aver applaudito ironicamente l'arbitro Mazzoleni, che non aveva fermato la partita nonostante il senegalese fosse stato vittima di cori razzisti per tutta la sfida. La giornata successiva moltissimi tifosi napoletani mostrano solidarietà nei suoi confronti attraverso diverse iniziative. Il 10 marzo 2019, in occasione del match pareggiato dal Napoli per 1-1 in casa del Sassuolo, disputa la sua 200ª partita con la maglia azzurra. Il 14 aprile seguente sigla la sua prima doppietta in Serie A, nonché la prima in carriera, nella vittoria in casa del Chievo. Alla fine della stagione vince il Premio Lega Serie A come miglior difensore del campionato. Nell'ottobre dello stesso anno, inoltre, viene incluso per la prima volta nella lista dei 30 candidati al Pallone d'oro.
Il 17 giugno 2020 vince il suo secondo trofeo con i partenopei, la Coppa Italia: nella finale del torneo, il Napoli sconfigge la Juventus per 4-2 ai calci di rigore.
Durante la stagione 2021-2022 viene nominato miglior calciatore del mese di settembre dalla Lega Serie A. Il 24 novembre 2021, in occasione del match di Europa League contro lo Spartak Mosca, raggiunge quota 300 presenze con la maglia azzurra.
Il 15 luglio 2022, attraverso i propri canali social, si congeda dal Napoli, dopo 8 stagioni e 317 presenze complessive.

#### Chelsea
Il 16 luglio 2022 viene acquistato a titolo definitivo, per 38 milioni di euro, dal Chelsea, con cui firma un contratto quadriennale. Esordisce con i londinesi il 6 agosto in Premier League, nella vittoria per 0-1 sul campo dell'Everton. Il 14 agosto seguente realizza il suo primo gol con la maglia dei Blues, nella partita pareggiata in casa per 2-2 contro il Tottenham. Nella sua unica annata tra le file del club inglese, caratterizzata da un rendimento al di sotto delle aspettative, colleziona 32 presenze complessive, mettendo a segno 2 reti.

#### Al-Hilal
Il 25 giugno 2023, dopo una sola stagione in Inghilterra, Koulibaly viene ufficialmente ceduto a titolo definitivo all’Al-Hilal, squadra della Saudi Professional League, con cui sottoscrive un contratto triennale. Nella sua prima annata con il club saudita colleziona complessivamente 50 presenze, mettendo a segno due reti e contribuendo così alla conquista del campionato, della Supercoppa saudita e della Coppa del Re dei Campioni.

### Nazionale
Nel 2011 viene convocato sia da Abdoulaye Sarr, allenatore della nazionale senegalese, per le qualificazioni alle Olimpiadi del 2012, sia da Erick Mombaerts per disputare il Torneo di Tolone 2011 con la nazionale francese Under-20. Il giocatore opta per la nazionale francese, con cui arriva fino alla finale, disputando tre delle cinque partite del torneo da titolare, compresa la finale persa contro la Colombia. Nell'estate del 2011 partecipa anche al campionato mondiale Under-20, giocando da titolare sei delle sette partite disputate dai francesi (saltando solo la gara degli ottavi di finale per squalifica), eliminati in semifinale dal Portogallo e sconfitti anche nella finale per il 3º posto dal Messico.

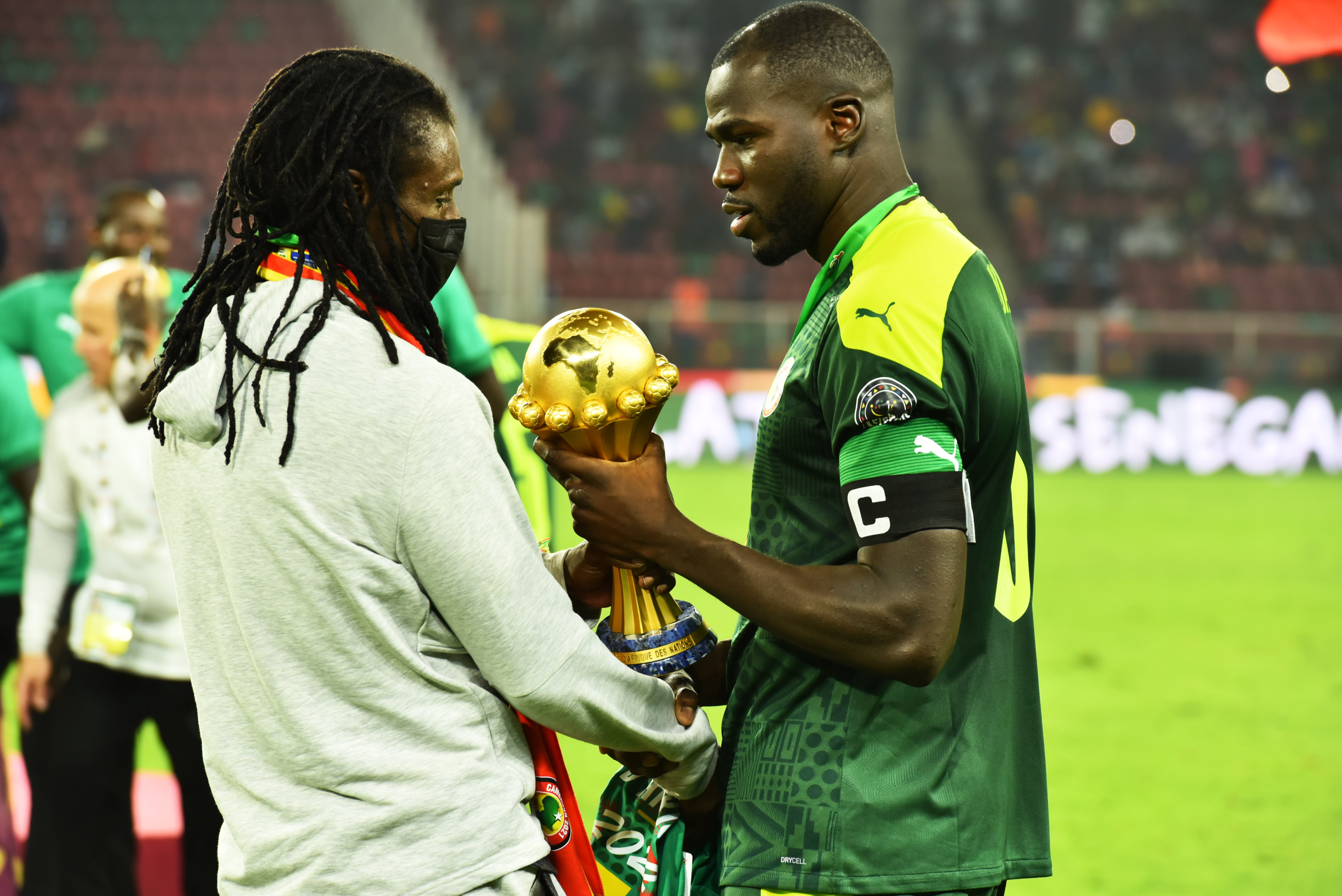
Koulibaly (a destra) porge al commissario tecnico del Aliou Cissé il trofeo della Coppa d'Africa 2021.

Nel settembre del 2015 risponde alla convocazione della nazionale senegalese per la sfida di qualificazione alla Coppa d'Africa 2017 contro la Namibia. Viene convocato anche per la fase finale della competizione, in cui disputa tre partite, compreso il quarto di finale perso ai rigori contro il Camerun.
Dopo aver contribuito alla qualificazione al campionato del mondo 2018, viene convocato per la manifestazione giocata in Russia, dove scende in campo in tutte e tre le sfide disputate dalla nazionale senegalese, eliminata nella fase a gironi.
Viene convocato per la Coppa d'Africa 2019, in cui gioca tutte le partite dei suoi ad eccezione della finale persa contro l'Algeria, dove è assente per squalifica.
Dal novembre 2019, per volere del CT Aliou Cissé, diventa il nuovo capitano dei Leoni della Teranga, succedendo a Cheikhou Kouyaté. Indossa per la prima volta la fascia il 13 dello stesso mese, nella vittoria per 2-0 contro la Rep. del Congo.
Prende parte alla Coppa d'Africa 2021 (posticipata al gennaio 2022 a causa della pandemia di COVID-19), dove il Senegal vince ai rigori in finale contro l'Egitto; nell'occasione Koulibaly sigla anche il proprio penalty, contribuendo così al primo trionfo della sua nazionale nella competizione.
Nel novembre del 2022 viene incluso nella rosa senegalese partecipante al campionato del mondo 2022 in Qatar. Il 29 novembre, nell'ultima partita della fase a gironi contro l'Ecuador, trova il suo primo gol in nazionale, segnando la rete del definitivo 1-2 e contribuendo alla vittoria che permette al Senegal di qualificarsi agli ottavi di finale, dove verrà poi eliminato per mano dell'Inghilterra. Nell'occasione dedica il gol a Papa Bouba Diop, ex calciatore senegalese venuto a mancare esattamente due anni prima.

## Statistiche

### Presenze e reti nei club
Statistiche aggiornate al 1º luglio 2025
| Stagione        | Squadra         | Campionato      | Campionato | Campionato | Coppe nazionali | Coppe nazionali | Coppe nazionali | Coppe internazionali | Coppe internazionali | Coppe internazionali | Altre coppe | Altre coppe | Altre coppe | Totale | Totale |
| Stagione        | Squadra         | Comp            | Pres       | Reti       | Comp            | Pres            | Reti            | Comp                 | Pres                 | Reti                 | Comp        | Pres        | Reti        | Pres   | Reti   |
| --------------- | --------------- | --------------- | ---------- | ---------- | --------------- | --------------- | --------------- | -------------------- | -------------------- | -------------------- | ----------- | ----------- | ----------- | ------ | ------ |
| 2010-2011       | Metz            | L2              | 19         | 1          | CF+CdL          | 2+0             | 0               | -                    | -                    | -                    | -           | -           | -           | 21     | 1      |
| 2011-2012       | Metz            | L2              | 22         | 0          | CF+CdL          | 3+0             | 0               | -                    | -                    | -                    | -           | -           | -           | 25     | 0      |
| Totale Metz     | Totale Metz     | Totale Metz     | 41         | 1          |                 | 5               | 0               |                      | -                    | -                    |             | -           | -           | 46     | 1      |
| 2012-2013       | Genk            | PL              | 25+6       | 1+0        | CB              | 6               | 0               | UEL                  | 9                    | 0                    | -           | -           | -           | 46     | 1      |
| 2013-2014       | Genk            | PL              | 27+6       | 2+0        | CB              | 3               | 0               | UEL                  | 9                    | 0                    | SB          | 1           | 0           | 46     | 2      |
| Totale Genk     | Totale Genk     | Totale Genk     | 64         | 3          |                 | 9               | 0               |                      | 18                   | 0                    |             | 1           | 0           | 92     | 3      |
| 2014-2015       | Napoli          | A               | 27         | 1          | CI              | 2               | 0               | UCL+UEL              | 2+7                  | 0                    | SI          | 1           | 0           | 39     | 1      |
| 2015-2016       | Napoli          | A               | 33         | 0          | CI              | 2               | 0               | UEL                  | 7                    | 0                    | -           | -           | -           | 42     | 0      |
| 2016-2017       | Napoli          | A               | 28         | 2          | CI              | 2               | 0               | UCL                  | 8                    | 0                    | -           | -           | -           | 38     | 2      |
| 2017-2018       | Napoli          | A               | 35         | 5          | CI              | 2               | 0               | UCL+UEL              | 7+1                  | 0                    | -           | -           | -           | 45     | 5      |
| 2018-2019       | Napoli          | A               | 35         | 2          | CI              | 2               | 0               | UCL+UEL              | 6+5                  | 0                    | -           | -           | -           | 48     | 2      |
| 2019-2020       | Napoli          | A               | 25         | 0          | CI              | 2               | 0               | UCL                  | 7                    | 0                    | -           | -           | -           | 34     | 0      |
| 2020-2021       | Napoli          | A               | 26         | 0          | CI              | 3               | 1               | UEL                  | 7                    | 0                    | SI          | 1           | 0           | 37     | 1      |
| 2021-2022       | Napoli          | A               | 27         | 3          | CI              | 0               | 0               | UEL                  | 7                    | 0                    | -           | -           | -           | 34     | 3      |
| Totale Napoli   | Totale Napoli   | Totale Napoli   | 236        | 13         |                 | 15              | 1               |                      | 64                   | 0                    |             | 2           | 0           | 317    | 14     |
| 2022-2023       | Chelsea         | PL              | 23         | 2          | FACup+CdL       | 1+1             | 0               | UCL                  | 7                    | 0                    | -           | -           | -           | 32     | 2      |
| 2023-2024       | Al-Hilal        | SPL             | 30         | 2          | KC              | 4               | 0               | ACL                  | 8                    | 0                    | SS+CdC      | 2+6         | 0           | 50     | 2      |
| 2024-2025       | Al-Hilal        | SPL             | 30         | 2          | KC              | 2               | 0               | ACL                  | 12                   | 0                    | SS+CmC      | 1+4         | 0+1         | 49     | 3      |
| Totale Al-Hilal | Totale Al-Hilal | Totale Al-Hilal | 60         | 4          |                 | 6               | 0               |                      | 20                   | 0                    |             | 13          | 1           | 99     | 5      |
| Totale carriera | Totale carriera | Totale carriera | 424        | 23         |                 | 37              | 1               |                      | 109                  | 0                    |             | 16          | 1           | 586    | 25     |

### Cronologia presenze e reti in nazionale
| Cronologia completa delle presenze e delle reti in nazionale ― Senegal | Cronologia completa delle presenze e delle reti in nazionale ― Senegal | Cronologia completa delle presenze e delle reti in nazionale ― Senegal | Cronologia completa delle presenze e delle reti in nazionale ― Senegal | Cronologia completa delle presenze e delle reti in nazionale ― Senegal | Cronologia completa delle presenze e delle reti in nazionale ― Senegal | Cronologia completa delle presenze e delle reti in nazionale ― Senegal | Cronologia completa delle presenze e delle reti in nazionale ― Senegal |
| Data                                                                   | Città                                                                  | In casa                                                                | Risultato                                                              | Ospiti                                                                 | Competizione                                                           | Reti                                                                   | Note                                                                   |
| ---------------------------------------------------------------------- | ---------------------------------------------------------------------- | ---------------------------------------------------------------------- | ---------------------------------------------------------------------- | ---------------------------------------------------------------------- | ---------------------------------------------------------------------- | ---------------------------------------------------------------------- | ---------------------------------------------------------------------- |
| 5-9-2015                                                               | Windhoek                                                               | Namibia                                                                | 0 – 2                                                                  | Senegal                                                                | Qual. Coppa d'Africa 2017                                              | -                                                                      |                                                                        |
| 8-9-2015                                                               | Johannesburg                                                           | Sudafrica                                                              | 1 – 0                                                                  | Senegal                                                                | Amichevole                                                             | -                                                                      | 64’                                                                    |
| 13-10-2015                                                             | Algeri                                                                 | Algeria                                                                | 1 – 0                                                                  | Senegal                                                                | Amichevole                                                             | -                                                                      |                                                                        |
| 13-11-2015                                                             | Antananarivo                                                           | Madagascar                                                             | 2 – 2                                                                  | Senegal                                                                | Qual. Mondiali 2018                                                    | -                                                                      |                                                                        |
| 17-11-2015                                                             | Dakar                                                                  | Senegal                                                                | 3 – 0                                                                  | Madagascar                                                             | Qual. Mondiali 2018                                                    | -                                                                      |                                                                        |
| 26-3-2016                                                              | Dakar                                                                  | Senegal                                                                | 2 – 0                                                                  | Niger                                                                  | Qual. Coppa d'Africa 2017                                              | -                                                                      |                                                                        |
| 29-3-2016                                                              | Niamey                                                                 | Niger                                                                  | 1 – 2                                                                  | Senegal                                                                | Qual. Coppa d'Africa 2017                                              | -                                                                      |                                                                        |
| 28-5-2016                                                              | Kigali                                                                 | Ruanda                                                                 | 0 – 2                                                                  | Senegal                                                                | Amichevole                                                             | -                                                                      | 67’                                                                    |
| 4-6-2016                                                               | Bujumbura                                                              | Burundi                                                                | 0 – 2                                                                  | Senegal                                                                | Qual. Coppa d'Africa 2017                                              | -                                                                      |                                                                        |
| 3-9-2016                                                               | Dakar                                                                  | Senegal                                                                | 2 – 0                                                                  | Namibia                                                                | Qual. Coppa d'Africa 2017                                              | -                                                                      |                                                                        |
| 8-10-2016                                                              | Dakar                                                                  | Senegal                                                                | 2 – 0                                                                  | Capo Verde                                                             | Qual. Mondiali 2018                                                    | -                                                                      |                                                                        |
| 11-1-2017                                                              | Brazzaville                                                            | Rep. del Congo                                                         | 0 – 2                                                                  | Senegal                                                                | Amichevole                                                             | -                                                                      |                                                                        |
| 15-1-2017                                                              | Franceville                                                            | Tunisia                                                                | 0 – 2                                                                  | Senegal                                                                | Coppa d'Africa 2017 - 1º turno                                         | -                                                                      | 41’                                                                    |
| 19-1-2017                                                              | Franceville                                                            | Senegal                                                                | 2 – 0                                                                  | Zimbabwe                                                               | Coppa d'Africa 2017 - 1º turno                                         | -                                                                      |                                                                        |
| 29-1-2017                                                              | Franceville                                                            | Senegal                                                                | 0 – 0 dts (4 – 5 dtr)                                                  | Camerun                                                                | Coppa d'Africa 2017 - Quarti di finale                                 | -                                                                      |                                                                        |
| 23-3-2017                                                              | Londra                                                                 | Nigeria                                                                | 1 – 1                                                                  | Senegal                                                                | Amichevole                                                             | -                                                                      |                                                                        |
| 6-6-2017                                                               | Dakar                                                                  | Senegal                                                                | 0 – 0                                                                  | Uganda                                                                 | Amichevole                                                             | -                                                                      |                                                                        |
| 10-6-2017                                                              | Dakar                                                                  | Senegal                                                                | 3 – 0                                                                  | Guinea Equatoriale                                                     | Qual. Coppa d'Africa 2019                                              | -                                                                      |                                                                        |
| 2-9-2017                                                               | Dakar                                                                  | Senegal                                                                | 0 – 0                                                                  | Burkina Faso                                                           | Qual. Mondiali 2018                                                    | -                                                                      | 84’                                                                    |
| 7-10-2017                                                              | Praia                                                                  | Capo Verde                                                             | 0 – 2                                                                  | Senegal                                                                | Qual. Mondiali 2018                                                    | -                                                                      |                                                                        |
| 10-11-2017                                                             | Polokwane                                                              | Sudafrica                                                              | 0 – 2                                                                  | Senegal                                                                | Qual. Mondiali 2018                                                    | -                                                                      |                                                                        |
| 27-3-2018                                                              | Dakar                                                                  | Senegal                                                                | 0 – 0                                                                  | Bosnia ed Erzegovina                                                   | Amichevole                                                             | -                                                                      |                                                                        |
| 31-5-2018                                                              | Lussemburgo                                                            | Lussemburgo                                                            | 0 – 0                                                                  | Senegal                                                                | Amichevole                                                             | -                                                                      | 46’                                                                    |
| 8-6-2018                                                               | Osijek                                                                 | Croazia                                                                | 2 – 1                                                                  | Senegal                                                                | Amichevole                                                             | -                                                                      | 35’ 82’                                                                |
| 11-6-2018                                                              | Grödig                                                                 | Senegal                                                                | 2 – 0                                                                  | Corea del Sud                                                          | Amichevole                                                             | -                                                                      |                                                                        |
| 19-6-2018                                                              | Mosca                                                                  | Polonia                                                                | 1 – 2                                                                  | Senegal                                                                | Mondiali 2018 - 1º turno                                               | -                                                                      |                                                                        |
| 24-6-2018                                                              | Ekaterinburg                                                           | Giappone                                                               | 2 – 2                                                                  | Senegal                                                                | Mondiali 2018 - 1º turno                                               | -                                                                      |                                                                        |
| 28-6-2018                                                              | Samara                                                                 | Senegal                                                                | 0 – 1                                                                  | Colombia                                                               | Mondiali 2018 - 1º turno                                               | -                                                                      |                                                                        |
| 9-9-2018                                                               | Antananarivo                                                           | Madagascar                                                             | 2 – 2                                                                  | Senegal                                                                | Qual. Coppa d'Africa 2019                                              | -                                                                      | 73’                                                                    |
| 17-11-2018                                                             | Bata                                                                   | Guinea Equatoriale                                                     | 0 – 1                                                                  | Senegal                                                                | Qual. Coppa d'Africa 2019                                              | -                                                                      |                                                                        |
| 23-3-2019                                                              | Dakar                                                                  | Senegal                                                                | 2 – 0                                                                  | Madagascar                                                             | Qual. Coppa d'Africa 2019                                              | -                                                                      |                                                                        |
| 16-6-2019                                                              | Ismailia                                                               | Senegal                                                                | 1 – 0                                                                  | Nigeria                                                                | Amichevole                                                             | -                                                                      |                                                                        |
| 23-6-2019                                                              | Il Cairo                                                               | Senegal                                                                | 2 – 0                                                                  | Tanzania                                                               | Coppa d'Africa 2019 - 1º turno                                         | -                                                                      |                                                                        |
| 27-6-2019                                                              | Il Cairo                                                               | Senegal                                                                | 0 – 1                                                                  | Algeria                                                                | Coppa d'Africa 2019 - 1º turno                                         | -                                                                      |                                                                        |
| 1-7-2019                                                               | Il Cairo                                                               | Kenya                                                                  | 0 – 3                                                                  | Senegal                                                                | Coppa d'Africa 2019 - 1º turno                                         | -                                                                      |                                                                        |
| 5-7-2019                                                               | Il Cairo                                                               | Uganda                                                                 | 0 – 1                                                                  | Senegal                                                                | Coppa d'Africa 2019 - Ottavi di finale                                 | -                                                                      | 70’                                                                    |
| 10-7-2019                                                              | Il Cairo                                                               | Senegal                                                                | 1 – 0                                                                  | Benin                                                                  | Coppa d'Africa 2019 - Quarti di finale                                 | -                                                                      |                                                                        |
| 14-7-2019                                                              | Il Cairo                                                               | Senegal                                                                | 1 – 0 dts                                                              | Tunisia                                                                | Coppa d'Africa 2019 - Semifinale                                       | -                                                                      | 74’                                                                    |
| 10-10-2019                                                             | Singapore                                                              | Brasile                                                                | 1 – 1                                                                  | Senegal                                                                | Amichevole                                                             | -                                                                      | 67’                                                                    |
| 13-11-2019                                                             | Thiès                                                                  | Senegal                                                                | 2 – 0                                                                  | Rep. del Congo                                                         | Qual. Coppa d'Africa 2021                                              | -                                                                      | cap.                                                                   |
| 17-11-2019                                                             | Manzini                                                                | eSwatini                                                               | 1 – 4                                                                  | Senegal                                                                | Qual. Coppa d'Africa 2021                                              | -                                                                      | cap.                                                                   |
| 11-11-2020                                                             | Thiès                                                                  | Senegal                                                                | 2 – 0                                                                  | Guinea-Bissau                                                          | Qual. Coppa d'Africa 2021                                              | -                                                                      | cap. 80’                                                               |
| 15-11-2020                                                             | Bissau                                                                 | Guinea-Bissau                                                          | 0 – 1                                                                  | Senegal                                                                | Qual. Coppa d'Africa 2021                                              | -                                                                      | cap. 43’                                                               |
| 30-3-2021                                                              | Dakar                                                                  | Senegal                                                                | 1 – 1                                                                  | eSwatini                                                               | Qual. Coppa d'Africa 2021                                              | -                                                                      |                                                                        |
| 5-6-2021                                                               | Thiès                                                                  | Senegal                                                                | 3 – 1                                                                  | Zambia                                                                 | Amichevole                                                             | -                                                                      | cap. 53’ 83’                                                           |
| 8-6-2021                                                               | Thiès                                                                  | Senegal                                                                | 2 – 0                                                                  | Capo Verde                                                             | Amichevole                                                             | -                                                                      | cap. 82’                                                               |
| 1-9-2021                                                               | Thiès                                                                  | Senegal                                                                | 2 – 0                                                                  | Togo                                                                   | Qual. Mondiali 2022                                                    | -                                                                      | cap.                                                                   |
| 7-9-2021                                                               | Brazzaville                                                            | Rep. del Congo                                                         | 1 – 3                                                                  | Senegal                                                                | Qual. Mondiali 2022                                                    | -                                                                      | cap. 45+1’                                                             |
| 9-10-2021                                                              | Thiès                                                                  | Senegal                                                                | 4 – 1                                                                  | Namibia                                                                | Qual. Mondiali 2022                                                    | -                                                                      | cap.                                                                   |
| 12-10-2021                                                             | Johannesburg                                                           | Namibia                                                                | 1 – 3                                                                  | Senegal                                                                | Qual. Mondiali 2022                                                    | -                                                                      | cap.                                                                   |
| 11-11-2021                                                             | Lomé                                                                   | Togo                                                                   | 1 – 1                                                                  | Senegal                                                                | Qual. Mondiali 2022                                                    | -                                                                      | cap.                                                                   |
| 14-11-2021                                                             | Thiès                                                                  | Senegal                                                                | 2 – 0                                                                  | Rep. del Congo                                                         | Qual. Mondiali 2022                                                    | -                                                                      | cap.                                                                   |
| 18-1-2022                                                              | Bafoussam                                                              | Malawi                                                                 | 0 – 0                                                                  | Senegal                                                                | Coppa d'Africa 2021 - 1º turno                                         | -                                                                      | cap.                                                                   |
| 25-1-2022                                                              | Bafoussam                                                              | Senegal                                                                | 2 – 0                                                                  | Capo Verde                                                             | Coppa d'Africa 2021 - Ottavi di finale                                 | -                                                                      | cap.                                                                   |
| 30-1-2022                                                              | Yaoundé                                                                | Senegal                                                                | 3 – 1                                                                  | Guinea Equatoriale                                                     | Coppa d'Africa 2021 - Quarti di finale                                 | -                                                                      | cap.                                                                   |
| 2-2-2022                                                               | Yaoundé                                                                | Burkina Faso                                                           | 1 – 3                                                                  | Senegal                                                                | Coppa d'Africa 2021 - Semifinale                                       | -                                                                      | cap.                                                                   |
| 6-2-2022                                                               | Yaoundé                                                                | Senegal                                                                | 0 – 0 dts (4 – 2 dtr)                                                  | Egitto                                                                 | Coppa d'Africa 2021 - Finale                                           | -                                                                      | cap. 44’                                                               |
| 25-3-2022                                                              | Il Cairo                                                               | Egitto                                                                 | 1 – 0                                                                  | Senegal                                                                | Qual. Mondiali 2022                                                    | -                                                                      | cap.                                                                   |
| 29-3-2022                                                              | Dakar                                                                  | Senegal                                                                | 1 – 0 dts (3 – 1 dtr)                                                  | Egitto                                                                 | Qual. Mondiali 2022                                                    | -                                                                      | cap.                                                                   |
| 4-6-2022                                                               | Diamniadio                                                             | Senegal                                                                | 3 – 1                                                                  | Benin                                                                  | Qual. Coppa d'Africa 2023                                              | -                                                                      | cap.                                                                   |
| 7-6-2022                                                               | Kigali                                                                 | Ruanda                                                                 | 0 – 1                                                                  | Senegal                                                                | Qual. Coppa d'Africa 2023                                              | -                                                                      | cap.                                                                   |
| 24-9-2022                                                              | Orléans                                                                | Bolivia                                                                | 0 – 2                                                                  | Senegal                                                                | Amichevole                                                             | -                                                                      | cap.                                                                   |
| 27-9-2022                                                              | Maria Enzersdorf                                                       | Senegal                                                                | 1 – 1                                                                  | Iran                                                                   | Amichevole                                                             | -                                                                      | cap.                                                                   |
| 21-11-2022                                                             | Doha                                                                   | Senegal                                                                | 0 – 2                                                                  | Paesi Bassi                                                            | Mondiali 2022 - 1º turno                                               | -                                                                      | cap.                                                                   |
| 25-11-2022                                                             | Doha                                                                   | Qatar                                                                  | 1 – 3                                                                  | Senegal                                                                | Mondiali 2022 - 1º turno                                               | -                                                                      | cap.                                                                   |
| 29-11-2022                                                             | Doha                                                                   | Ecuador                                                                | 1 – 2                                                                  | Senegal                                                                | Mondiali 2022 - 1º turno                                               | 1                                                                      | cap.                                                                   |
| 4-12-2022                                                              | Al Khor                                                                | Inghilterra                                                            | 3 – 0                                                                  | Senegal                                                                | Mondiali 2022 - Ottavi di finale                                       | -                                                                      | cap. 76’                                                               |
| 24-3-2023                                                              | Diamniadio                                                             | Senegal                                                                | 5 – 1                                                                  | Mozambico                                                              | Qual. Coppa d'Africa 2023                                              | -                                                                      | cap.                                                                   |
| 28-3-2023                                                              | Maputo                                                                 | Mozambico                                                              | 0 – 1                                                                  | Senegal                                                                | Qual. Coppa d'Africa 2023                                              | -                                                                      | cap.                                                                   |
| 20-6-2023                                                              | Lisbona                                                                | Brasile                                                                | 2 – 4                                                                  | Senegal                                                                | Amichevole                                                             | -                                                                      | cap.                                                                   |
| 12-9-2023                                                              | Dakar                                                                  | Senegal                                                                | 0 – 1                                                                  | Algeria                                                                | Amichevole                                                             | -                                                                      | cap.                                                                   |
| 16-10-2023                                                             | Lens                                                                   | Senegal                                                                | 1 – 0                                                                  | Camerun                                                                | Amichevole                                                             | -                                                                      | cap.                                                                   |
| 18-11-2023                                                             | Diamniadio                                                             | Senegal                                                                | 4 – 0                                                                  | Sudan del Sud                                                          | Qual. Mondiali 2026                                                    | -                                                                      | cap.                                                                   |
| 21-11-2023                                                             | Lomé                                                                   | Togo                                                                   | 0 – 0                                                                  | Senegal                                                                | Qual. Mondiali 2026                                                    | -                                                                      | cap.                                                                   |
| 8-1-2024                                                               | Diamniadio                                                             | Senegal                                                                | 1 – 0                                                                  | Niger                                                                  | Amichevole                                                             | -                                                                      | cap. 46’                                                               |
| 15-1-2024                                                              | Yamoussoukro                                                           | Senegal                                                                | 3 – 0                                                                  | Gambia                                                                 | Coppa d'Africa 2023 - 1º turno                                         | -                                                                      | cap.                                                                   |
| 19-1-2024                                                              | Yamoussoukro                                                           | Senegal                                                                | 3 – 1                                                                  | Camerun                                                                | Coppa d'Africa 2023 - 1º turno                                         | -                                                                      | cap.                                                                   |
| 23-1-2024                                                              | Yamoussoukro                                                           | Guinea                                                                 | 0 – 2                                                                  | Senegal                                                                | Coppa d'Africa 2023 - 1º turno                                         | -                                                                      | cap.                                                                   |
| 29-1-2024                                                              | Yamoussoukro                                                           | Senegal                                                                | 1 – 1 dts (4 – 5 dtr)                                                  | Costa d'Avorio                                                         | Coppa d'Africa 2023 - Ottavi di finale                                 | -                                                                      | cap.                                                                   |
| 26-3-2024                                                              | Amiens                                                                 | Senegal                                                                | 1 – 0                                                                  | Benin                                                                  | Amichevole                                                             | -                                                                      | cap.                                                                   |
| 6-6-2024                                                               | Diamniadio                                                             | Senegal                                                                | 1 – 1                                                                  | RD del Congo                                                           | Qual. Mondiali 2026                                                    | -                                                                      | Cap.                                                                   |
| 9-6-2024                                                               | Nouakchott                                                             | Mauritania                                                             | 0 – 1                                                                  | Senegal                                                                | Qual. Mondiali 2026                                                    | -                                                                      | Cap.                                                                   |
| 6-9-2024                                                               | Diamniadio                                                             | Senegal                                                                | 1 – 1                                                                  | Burkina Faso                                                           | Qual. Coppa d'Africa 2025                                              | -                                                                      | Cap.                                                                   |
| 9-9-2024                                                               | Lilongwe                                                               | Burundi                                                                | 0 – 1                                                                  | Senegal                                                                | Qual. Coppa d'Africa 2025                                              | -                                                                      | Cap.                                                                   |
| 11-10-2024                                                             | Dakar                                                                  | Senegal                                                                | 4 – 0                                                                  | Malawi                                                                 | Qual. Coppa d'Africa 2025                                              | -                                                                      | Cap.                                                                   |
| 15-10-2024                                                             | Lilongwe                                                               | Malawi                                                                 | 0 – 1                                                                  | Senegal                                                                | Qual. Coppa d'Africa 2025                                              | -                                                                      | Cap. 76’                                                               |
| 14-11-2024                                                             | Bamako                                                                 | Burkina Faso                                                           | 0 – 1                                                                  | Senegal                                                                | Qual. Coppa d'Africa 2025                                              | -                                                                      | Cap.                                                                   |
| 19-11-2024                                                             | Dakar                                                                  | Senegal                                                                | 2 – 0                                                                  | Burundi                                                                | Qual. Coppa d'Africa 2025                                              | -                                                                      | cap. 69’                                                               |
| 22-3-2025                                                              | Bengasi                                                                | Sudan                                                                  | 0 – 0                                                                  | Senegal                                                                | Qual. Mondiali 2026                                                    | -                                                                      | cap.                                                                   |
| 25-3-2025                                                              | Dakar                                                                  | Senegal                                                                | 2 – 0                                                                  | Togo                                                                   | Qual. Mondiali 2026                                                    | -                                                                      | Cap.                                                                   |
| 10-6-2025                                                              | West Bridgford                                                         | Inghilterra                                                            | 1 – 3                                                                  | Senegal                                                                | Amichevole                                                             | -                                                                      | Cap.                                                                   |
| Totale                                                                 |                                                                        | Presenze (4º posto)                                                    | 91                                                                     |                                                                        | Reti                                                                   | 1                                                                      |                                                                        |

## Palmarès

### Club

#### Competizioni giovanili
- Coppa Gambardella: 1

Metz: 2010

#### Competizioni nazionali
- Coppa del Belgio: 1

Genk: 2012-2013
- Supercoppa italiana: 1

Napoli: 2014
- Coppa Italia: 1

Napoli: 2019-2020
- Supercoppa saudita: 2

Al-Hilal: 2023,  2024
- Campionato saudita: 1

Al Hilal: 2023-2024
- Coppa del Re dei Campioni: 1

Al-Hilal: 2023-2024

### Nazionale
- Coppa d'Africa: 1

Camerun 2021

### Individuale
- Gran Galà del calcio AIC: 4

Squadra dell'anno: 2016, 2017, 2018, 2019
- Squadra dell’anno CAF: 3

2016 (come sostituto), 2018, 2019
- Calciatore senegalese dell'anno: 2

2017, 2018
- Premi Lega Serie A: 1

Miglior difensore: 2018-2019
- Squadra maschile CAF del decennio 2011-2020 IFFHS: 1

2020